# Taima Taima

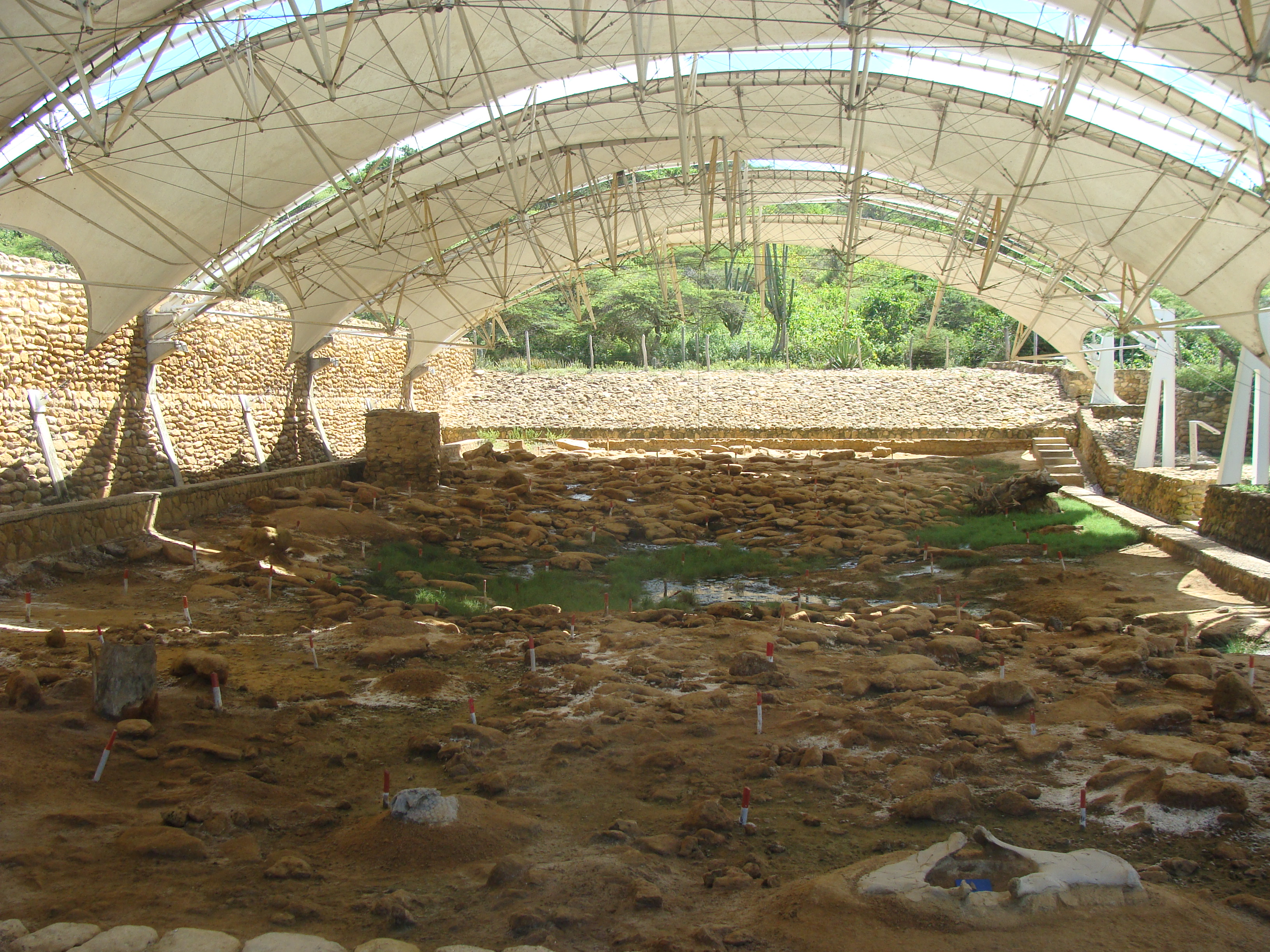
Park archeologiczny w Taima Taima

Taima Taima – otwarte stanowisko archeologiczne znajdujące się w pobliżu Coro w stanie Falcón w Wenezueli.
Stanowisko zostało przebadane po raz pierwszy w latach 60. XX wieku przez Josepa M. Cruxenta, wykopaliska kontynuowali w latach 70. Alan Bryan i Ruth Gruhn. W trakcie prac archeologicznych odkryte zostały liczne szczątki fauny plejstoceńskiej: mastodontów, glyptodonów i koni. Na podstawie datowania radiowęglowego ich wiek określony został na 15-12 tys. lat p.n.e. Towarzyszyły im kamienne ostrza liściowate z retuszem bifacjalnym, świadczące o pobycie ludności paleoindiańskiej, uważanej za wcześniejszą od kultury Clovis. Część badaczy sugeruje jednak młodszy wiek artefaktów kamiennych, twierdząc że zostały one osadzone we wcześniejszych warstwach na skutek erozji wodnej.